# Lodi Vecchio
Pour les articles homonymes, voir Lodi (homonymie).
Lodi Vecchio (Lod Vég en dialecte lodi) est une commune italienne située dans la province de Lodi, en Lombardie.

## Géographie
Cette petite ville se trouve à 25 kilomètres au sud de Milan et à 8 kilomètres à l'ouest de Lodi.

## Histoire
À l'époque romaine, c'est à cet emplacement que les habitants fondèrent la première ville de Lodi, qui, en Latin, s'appelait Laus Pompeia.
Sur son territoire se trouve la basilique romane des douze apôtres, première basilique de l'ancien diocèse de Lodi.

## Administration
| Période                                  | Période | Identité | Étiquette | Qualité |
| ---------------------------------------- | ------- | -------- | --------- | ------- |
|                                          |         |          |           |         |
| Les données manquantes sont à compléter. |         |          |           |         |

### Communes limitrophes
Tavazzano con Villavesco, Lodi, San Zenone al Lambro, Salerano sul Lambro, Cornegliano Laudense, Pieve Fissiraga, Borgo San Giovanni.